# Municipio de San Pedro Mixtepec -Distrito 26-
El municipio de San Pedro Mixtepec (del náhuatl: mixtli, tepetl ‘nube, cerro’‘En el cerro de las nubes’), estadísticamente llamado San Pedro Mixtepec -Distrito 26- para diferenciarlo de la demarcación homónima, es uno de los 570 municipios que conforman al estado mexicano de Oaxaca. Pertenece al distrito de Miahuatlán, dentro de la región sierra sur. Su cabecera es la localidad de San Pedro Mixtepec.

## Historia
Se teoriza que los primeros habitantes de la región fueron de origen zapoteco, procedentes del Valle de Oaxaca a inicios del siglo XVI. Probablemente estos eran originarios de Huaxyacac, pueblo tomado tras la conquista de México.

## Geografía

### Límites municipales
Tiene límites administrativos con los siguientes municipios y/o accidentes geográficos, según su ubicación:
|                                    | Norte: Santa Catarina Quioquitani | Nordeste: San Carlos Yautepec |
| Oeste: San Juan Mixtepec (26)      |                                   | Este: San Carlos Yautepec     |
| Suroeste: Santo Domingo Ozolotepec | Sur: San Juan Ozolotepec          |                               |

### Hidrografía
Una porción del municipio pertenece a la región hidrológica de Tehuantepec, a través de la cuenca del río Tehuantepec y la subcuenca del río San Antonio.

## Clima
El clima del municipio es clasificado como templado subhúmedo con lluvias en verano en el 75 % de su territorio, semifrío subhúmedo con lluvias en verano en el 13 %, semicálido subhúmedo con lluvias en verano en el 11 % y semiseco semicálido en el 1 % de su territorio. El rango de temperatura en el municipio es de 10 a 20 grados celsius y el rango de precipitación de 600 a 1200 mm.